# Zemrane
Zemrane (en àrab زمران, Zamrān; en amazic ⵣⵎⵔⴰⵏ) és una comuna rural de la província d'El Kelâa des Sraghna, a la regió de Marràqueix-Safi, al Marroc. Segons el cens de 2014 tenia una població total de 14.338 persones.